# ビッグイベントゴルフ
『ビッグイベントゴルフ』は、日本テレビで放送されていたゴルフ中継番組である。

## 概要
世界各国で行われるプロゴルフ競技会（主にPGAツアーの公認試合）を中継していた番組。1968年10月から1984年3月までレギュラー放送された後、1988年と1989年にもゴルフシーズン（4月から11月まで）限定で放送されていた。
30分番組時代には1試合の映像（主に決勝ラウンド）を2週に分けて放送していたが、60分→90分に拡大した1988年と1989年の放送では1週にまとめて放送していた。解説と監修は川田太三が、ナレーションは城達也が担当。テーマソングには「スポーツ行進曲」が使われていた。また、週刊アサヒゴルフにも番組連動でその週放送された大会の詳細なレポートが掲載されていた。
1974年9月までは日本航空の一社提供で放送されていた。その当時は『JALビッグイベントゴルフ』とタイトルに同社の略称を冠していたが、同年10月からは日本航空とサントリーの二社提供になり、半年後の1975年4月からは日本航空を筆頭とする複数社提供で放送されていた。
| 日本テレビ 金曜22:00枠                                                                                       | 日本テレビ 金曜22:00枠                                                                               | 日本テレビ 金曜22:00枠                                                                                               |
| 前番組 | 番組名                                                                                               | 次番組 |
| --- | --- | --- |
| おざしき千一夜                                                                                               | JALビッグイベントゴルフ （1968年10月 - 1973年9月）                                                   | 金曜10時!うわさのチャンネル!! （1973年10月5日 - 1975年9月26日） ※22:00 - 22:55                                       |
| 日本テレビ 土曜23:00枠                                                                                       | | |
| 土曜日の女シリーズ （1973年4月7日 - 9月29日） ※22:30 - 23:24 【土曜22:00枠へ移動】天気予報 ※23:24 - 23:30    | JALビッグイベントゴルフ （1973年10月 - 1974年9月） ↓ ビッグイベントゴルフ （1974年10月 - 1981年3月） | 今夜は最高! （第1期） （1981年4月4日 - 1982年4月3日）                                                                |
| 日本テレビ 土曜23:55枠                                                                                       | | |
| ザ・ライブハウス'81                                                                                          | ビッグイベントゴルフ （1981年4月 - 9月）                                                             | コッキーポップ （1981年10月3日 - 1982年6月26日） 【日曜12:15枠から移動】                                             |
| 日本テレビ 日曜12:15枠                                                                                       | | |
| コッキーポップ （1977年4月3日 - 1981年9月27日） 【土曜23:55枠へ移動】                                        | ビッグイベントゴルフ （1981年10月 - 1982年3月）                                                      | 新婚さん!目方でドン （1982年4月 - 1983年6月） ※12:00 - 13:00                                                         |
| 日本テレビ 日曜10:00枠                                                                                       | | |
| にっぽんレポート ※10:00 - 10:30遠くへ行きたい （1976年4月 - 1982年3月） ※10:30 - 11:00 【日曜12:30枠へ移動】 | ビッグイベントゴルフ （1982年4月 - 1983年3月）                                                       | キン肉マン （1983年4月3日 - 1986年2月2日） ※10:00 - 10:30まんが日本史 （1983年4月3日 - 1984年4月8日） ※10:30 - 11:00 |
| 日本テレビ 日曜23:00枠                                                                                       | | |
| UFO時代のときめき飛行 アメリカン・ヒーロー （1982年8月29日 - 1983年3月27日） ※22:30 - 23:24                  | ビッグイベントゴルフ （1983年4月 - 1984年3月）                                                       | 白バイ野郎ジョン&パンチ（第5シーズン） （1984年4月1日 - 9月9日） ※22:30 - 23:24                                      |